# 홍찬의
홍찬의(1975년 ~ )는 대한민국의 KBS 보도본부의 기자이다.

## 경력
- KBS 보도본부 사회부 기자